# Jane Luu
| Odkryte planetoidy: 42 | Odkryte planetoidy: 42 |
| ---------------------- | ---------------------- |
| (10370) Hylonome       | 27 lutego 1995         |
| (15760) Albion         | 30 sierpnia 1992       |
| (15809) 1994 JS        | 11 maja 1994           |
| (15836) 1995 DA2       | 24 lutego 1995         |
| (15874) 1996 TL66      | 9 października 1996    |
| (15875) 1996 TP66      | 11 października 1996   |
| (19308) 1996 TO66      | 12 października 1996   |
| (20161) 1996 TR66      | 8 października 1996    |
| (24952) 1997 QJ4       | 28 sierpnia 1997       |
| (24978) 1998 HJ151     | 28 kwietnia 1998       |
| (26375) 1999 DE9       | 20 lutego 1999         |
| (33001) 1997 CU29      | 6 lutego 1997          |
| (59358) 1999 CL158     | 11 lutego 1999         |
| (60608) 2000 EE173     | 3 marca 2000           |
| (66652) Borasisi       | 8 września 1999        |
| (79360) Sila-Nunam     | 3 lutego 1997          |
| (79969) 1999 CP133     | 11 lutego 1999         |
| (79978) 1999 CC158     | 15 lutego 1999         |
| (79983) 1999 DF9       | 20 lutego 1999         |
| (91554) 1999 RZ215     | 8 września 1999        |
| (118228) 1996 TQ66     | 8 października 1996    |
| (129746) 1999 CE119    | 10 lutego 1999         |
| (134568) 1999 RH215    | 7 września 1999        |
| (137294) 1999 RE215    | 7 września 1999        |
| (137295) 1999 RB216    | 8 września 1999        |
| (148112) 1999 RA216    | 8 września 1999        |
| (181708) 1993 FW       | 28 marca 1993          |
| (181867) 1999 CV118    | 10 lutego 1999         |
| (181868) 1999 CG119    | 11 lutego 1999         |
| (181871) 1999 CO153    | 12 lutego 1999         |
| (181902) 1999 RD215    | 6 września 1999        |
| (385185) 1993 RO       | 14 września 1993       |
| (385201) 1999 RN215    | 7 września 1999        |
| (415720) 1999 RU215    | 7 września 1999        |
| (469306) 1999 CD158    | 10 lutego 1999         |
| (503858) 1998 HQ151    | 28 kwietnia 1998       |
| (508770) 1995 WY2      | 18 listopada 1995      |
| (523899) 1997 CV29     | 6 lutego 1997          |
| (523983) 1999 RY214    | 6 września 1999        |
| (612019) 1994 EV3      | 13 marca 1994          |
| (612026) 1995 DC2      | 24 lutego 1995         |
| (612029) 1995 HM5      | 26 kwietnia 1995       |
| 1. 2. 3. 4. 5. 6. 7.   |                        |

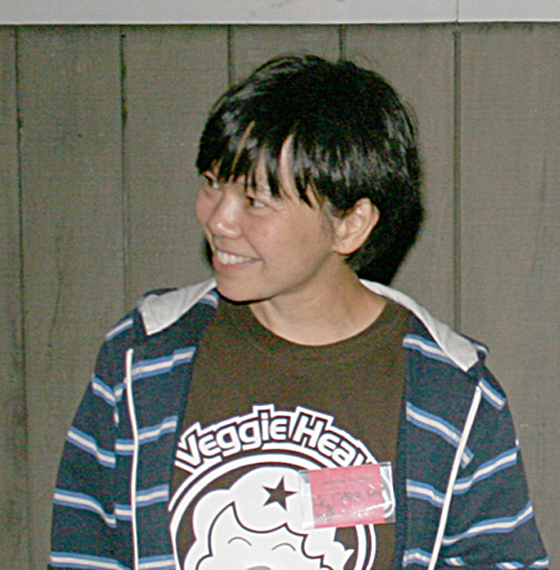
Jane Luu (2011)

Jane Luu (a.k.a. Jane X. Luu; wiet. Lưu Lệ Hằng) – wietnamsko-amerykańska astronom. Luu urodziła się w 1963 w południowym Wietnamie.

## Wczesne lata
Luu została sprowadzona do Stanów Zjednoczonych jako uchodźca w 1975, kiedy to południowowietnamski rząd upadł. Ona i jej rodzina osiedlili się w Kentucky, gdzie miała krewnych. Wizyta w Jet Propulsion Laboratory zainspirowała ją, by studiować astronomię. Studiowała na Uniwersytecie Stanforda, otrzymując licencjat w 1984.

## Osiągnięcia i wyróżnienia
Luu jest współodkrywczynią 41 planetoid, jedną odkryła samodzielnie. W uznaniu jej zasług jedną z planetoid nazwano (5430) Luu.
W 1991 otrzymała nagrodę Annie J. Cannon Award in Astronomy, a w 2012 Nagrodę Shawa (wraz z Davidem Jewittem).